# Respiración y circulación sanguínea de los mamíferos

## Sistema Circulatorio De Los Mamíferos
Para conseguir mayor eficacia de la respiración y distribución del oxígeno a las células, los aparatos circulatorio y respiratorio se vuelven más complejos que los de los reptiles. En primer lugar, el corazón se divide en cuatro cavidades, dos aurículas que reciben la sangre, y dos ventrículos que la expulsan. 
De este modo, la sangre oxigenada procedente de los pulmones, llega a la aurícula izquierda y es distribuida a todo el organismo desde el ventrículo del mismo lado. La sangre que retorna del organismo carente de oxígeno, lo hace a la aurícula derecha, siendo impulsada desde el ventrículo correspondiente hasta los pulmones, donde se oxigenará y retornará nuevamente al corazón. Estos animales, por tanto, disponen de dos circuitos independientes para la circulación de la sangre, el pulmonar y el sistémico.
Pero además, los eritrocitos (glóbulos rojos) han perdido el núcleo de tal modo que el volumen desocupado permite una mayor cantidad de hemoglobina en el interior de la célula, aumentando por tanto la capacidad de transporte de oxígeno.
Tanto el corazón como los pulmones, son relativamente grandes en los mamíferos, ocupando la mayor parte de la cavidad torácica. En algunos grupos taxonómicos asistimos además a un aumento del volumen de los pulmones, como es el caso de los murciélagos, en los que éstos son proporcionalmente tres veces más grandes que en las especies terrestres.[cita requerida]

Los pulmones son unos órganos esponjosos que constan de una estructura ramificada de canales para la circulación del aire llamadas bronquiolos que desembocan en unos sacos de naturaleza epitelial, conocidos como alvéolos, en los que se produce el intercambio de gases (oxígeno y dióxido de carbono) entre el aire inspirado y la sangre.

La estructura dendrítica de bronquiolos y alvéolos tiene como consecuencia un notable aumento de la superficie de intercambio, incrementando por tanto la capacidad respiratoria de los animales. Se considera que la superficie media de intercambio de gases en un humano, es más de 40 veces la correspondiente a la piel de todo su cuerpo.[cita requerida]

Los bronquiolos van agrupándose y formando los bronquios, a través de los cuales el aire circula entre los pulmones y la tráquea que comunica con la cavidad buco-nasal mediante la laringe.

## Circulación

### Adaptaciones para el vuelo
Para conseguir la energía necesaria para el vuelo, el corazón de los murciélagos sufre una evidente hipertrofia siendo proporcionalmente más voluminoso que en el resto de los mamíferos, y sus células almacenan además mucho más glucógeno con lo que al generar más energía, consiguen enviar un volumen superior de sangre.[cita requerida]

Por otra parte el ritmo cardiaco de estos animales, varía en función de los requerimientos de oxígeno. Así, cuando van a comenzar a volar, puede llegar a latir entre 400 y 1000 veces por minuto, y en momentos de relajación, puede descender hasta 20. El sistema vascular presenta esfínteres en los capilares que al cerrarse comunican directamente las arterias con las venas, aunque no se sabe exactamente cuándo los utilizan y por qué lo hacen.[cita requerida]

Por su parte en las venas de las alas, hay válvulas entre las cuales las paredes del vaso se contraen impulsando el retorno sanguíneo y contrarrestando la fuerza que el vuelo ejerce negativamente sobre las paredes venosas dificultando la circulación. Los pulmones también son muy voluminosos, aumentando así la superficie de intercambio gaseoso y con ello la efectividad de la respiración.

### Adaptaciones para la vida acuática
Casi todos los mamíferos acuáticos tienen que hacer frente al problema de que el oxígeno respirable no es accesible en todo momento. En algunos casos, las inmersiones duran tiempos considerables, y los animales tienen que valerse de distintos mecanismos para no asfixiarse. 
En primer lugar, la capacidad pulmonar de los mamíferos acuáticos es superior a la de los terrestres, de tal modo que necesitan una menor frecuencia respiratoria. Por otra parte, para perder menos tiempo en el intercambio gaseoso con el exterior, la velocidad a la que vacían y llenas sus pulmones, es mucho mayor que en los animales terrestres. En concreto, el rorcual común (Balaenoptera physalus), con una capacidad pulmonar 3.000 veces mayor que la de un humano, tarda la mitad de tiempo que éste en vaciar y volver a llenar sus pulmones. Pero además, el aire almacenado en sus pulmones es utilizado en un 90%, en contraposición con el pobre 20% que aprovechamos los humanos en cada ritmo respiratorio.[cita requerida]
Por lo que respecta al transporte y almacenamiento de oxígeno, cabe reseñar que la sangre de estos animales contiene un número considerablemente mayor de glóbulos rojos por unidad de volumen, aumentando la cantidad de hemoglobina y por tanto la capacidad de transporte sanguíneo de oxígeno. La mioglobina es una proteína capaz de almacenar el oxígeno en el músculo, y se halla en mayor proporción en las fibras musculares de los animales acuáticos que en los terrestres, de modo que el músculo puede funcionar durante más tiempo sin tener un aporte de oxígeno.[cita requerida]
Y no sólo poseen mecanismos para incrementar la efectividad de los procesos respiratorios, sino que reducen considerablemente el gasto de oxígeno mediante la ralentización de procesos fisiológicos que no son esenciales durante la inmersión. Un ejemplo es la drástica reducción del ritmo cardiaco desde 85 a 12 latidos por minuto del elefante marino septentrional (Mirounga angustirostris) mientras bucea en busca de su alimento. Para evitar que el nitrógeno disuelto en el aire respirado se disuelva en la sangre cuando la presión es alta, evitando así la formación de burbujas en el torrente sanguíneo que podrían dar lugar a procesos embólicos, los cetáceos poseen una caja torácica flexible que por acción de la presión del agua cuando se sumergen, comprime los pulmones, desplazando el aire hacia el centro de los mismos, donde el intercambio gaseoso es prácticamente nulo, de tal manera que la cantidad de nitrógeno que pasa a la sangre es mínima.[cita requerida]

### Adaptaciones para la vida bajo tierra
La composición gaseosa del aire subterráneo difiere mucho de la existente sobre la superficie de la tierra, hasta el punto de que a unos pocos decímetros bajo la superficie, el nivel de oxígeno desciende hasta cotas próximas a las existentes en la cima de las altas montañas. En términos numéricos podemos aproximar que mientras que a nivel del mar, la proporción de oxígeno en la atmósfera es del 21%, bajo la superficie, puede no alcanzar el 6%. Al contrario ocurre con la de dióxido de carbono, calculada en un 0’03% sobre la superficie, y entre 0’5 y 13% en el subsuelo. 
Realmente, los mecanismos de la fisiología respiratoria de los animales que habitan bajo tierra no están tan estudiados como en animales acuáticos. Pero existen algunas evidencias basadas en el estudio de algunas especies de rata-topo. 
Los animales que habitan sobre la superficie recurren al incremento del ritmo respiratorio cuando la concentración de CO2 aumenta en la atmósfera, pero en los animales que viven bajo tierra, el ritmo parece ser más lento de lo normal. Estudios realizados en ratas-topo, dan como resultado altas concentraciones de bicarbonatos en orina, por lo que se piensa que ésta puede ser una vía de eliminación del CO2 respirado, aunque para ello tendría que ser vehiculado en sangre sin que se conozcan bien los mecanismos que evitan la asfixia. 
Parece ser que los músculos, incluido el cardiaco, están dotados de un alto número de capilares, y sus fibras además, son ricas en mitocondrias. Por otra parte, son especies con una baja tasa metabólica y una capacidad de termorregulación limitada comparadas con las de otros mamíferos, situaciones que pueden ser provocadas precisamente por las especiales circunstancias atmosféricas en las que estos animales se desenvuelven.

## Galería

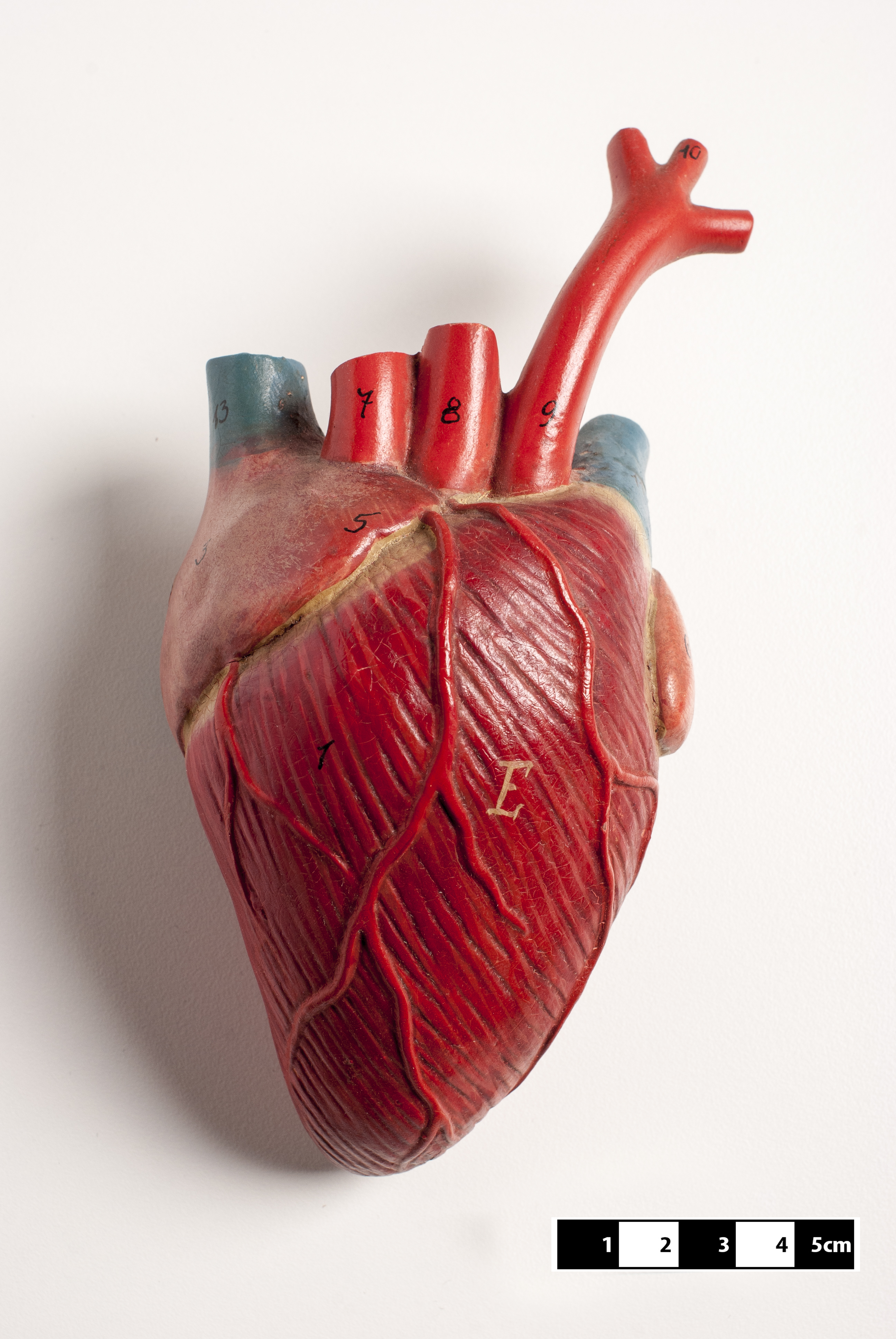
Modelo didáctico de un corazón de mamífero.
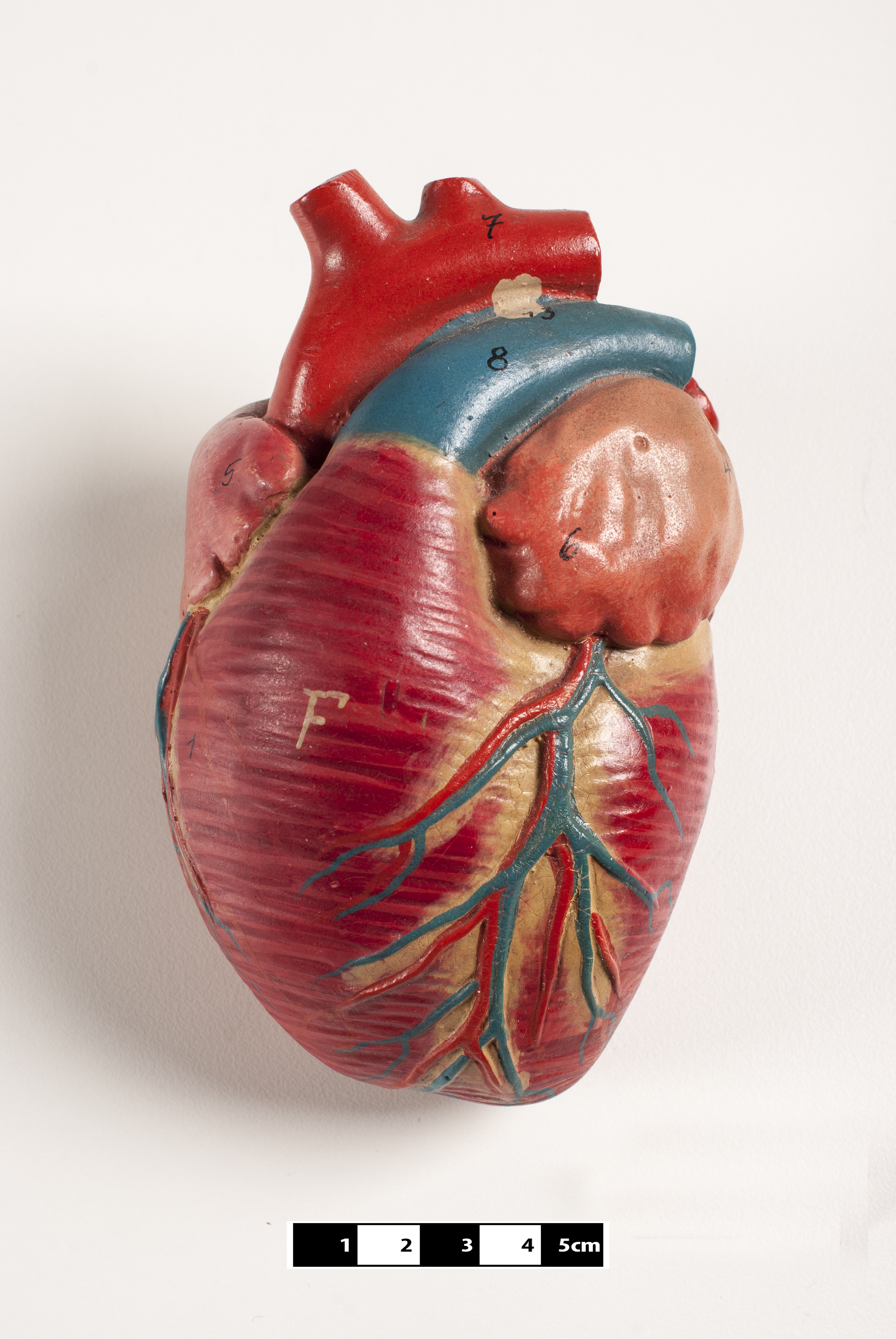
Modelo didáctico de un corazón de mamífero.
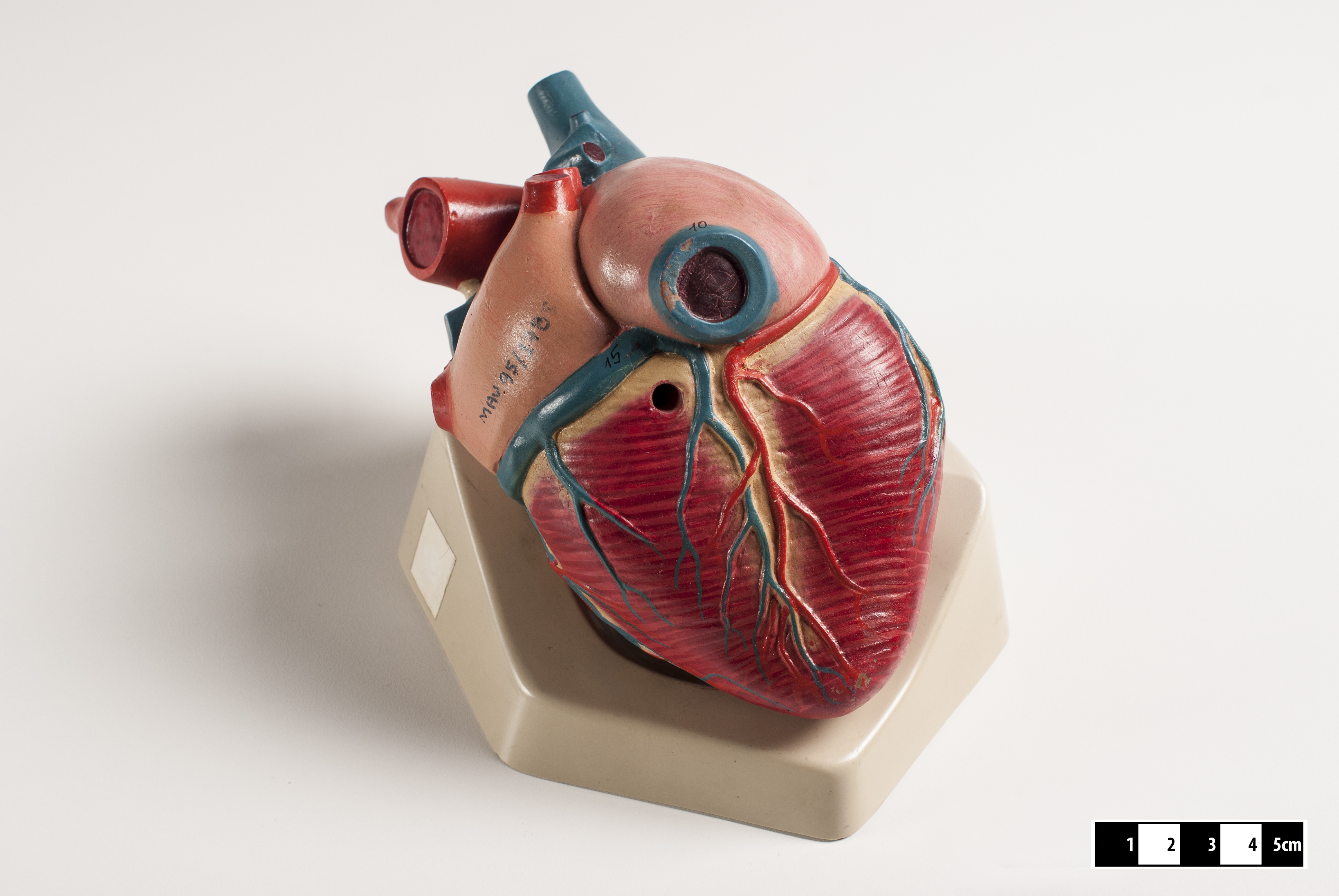
Modelo didáctico de un corazón de mamífero.
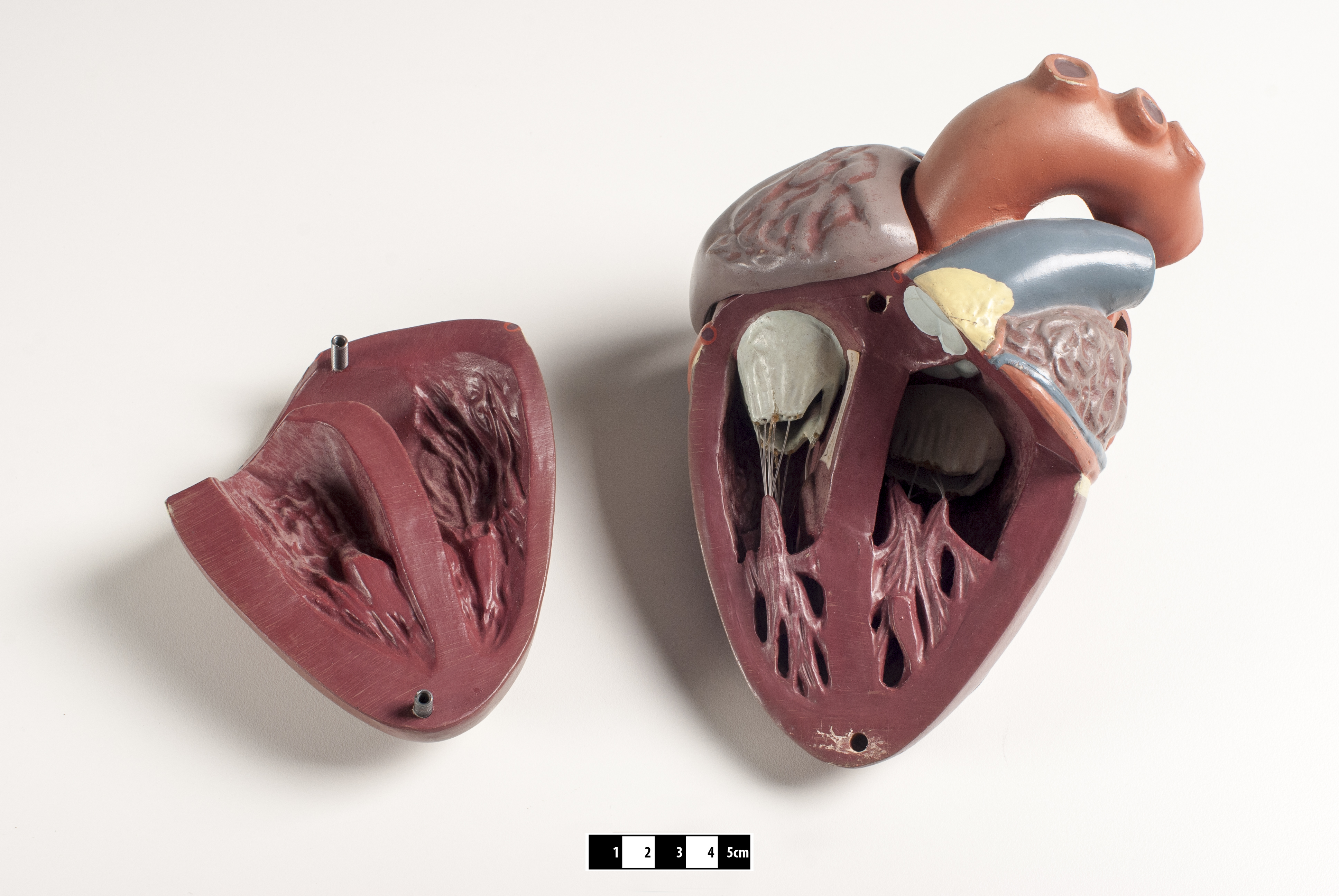
Modelo didáctico de un corazón de mamífero.